# 仙米寺
仙米寺（亦称显明寺），位于中国青海省门源县仙米乡大庄村，为第六批青海省文物保护单位，公布日期为1998年12月22日，类型为古建筑。
仙米寺（亦称显明寺）的历史年代为清。